# Andrea Migno
Andrea Migno (Cattolica, 10 gennaio 1996) è un pilota motociclistico italiano.

## Carriera

### Gli inizi
Cresciuto a Saludecio, comincia a correre in competizioni nazionali nel 2010, giungendo sesto nel Trofeo Honda 125GP. Nel 2011 passa a correre nella Red Bull Rookies Cup, e nel CIV classe 125, facendo anche qualche apparizione nel campionato spagnolo. Nel 2012 disputa una gara nel CIV Moto3 ma non ottiene punti, nella stessa stagione partecipa al campionato Europeo Velocità Moto3, svoltosi in gara unica ad Albacete, dove si classifica in diciottesima posizione. Continua poi a correre nel campionato spagnolo dove si classifica ottavo nella Moto3 nel 2013. Nello stesso anno corre nella classe Moto3 del motomondiale i Gran Premi di Catalogna e Repubblica Ceca come wildcard a bordo di una FTR M3 del team GMT Racing. 
Nel 2014 corre nel CEV, nel team di Valentino Rossi, con compagno di squadra Luca Marini. Sempre nel 2014 corre nel mondiale in Moto3 per il team Mahindra Racing a partire dal Gran Premio di Gran Bretagna al posto di Arthur Sissis. Nel Gran Premio di San Marino ottiene i suoi primi punti nella classifica del mondiale. 

### VR46 Racing
Nel 2015 passa allo SKY Racing Team VR46 alla guida di una KTM RC 250 GP; il compagno di squadra è Romano Fenati. Raccoglie 35 punti in stagione che gli valgono il diciannovesimo posto in classifica finale. Nel 2016 rimane nello stesso team, equipaggiato con la stessa moto; i compagni di squadra sono Romano Fenati e Nicolò Bulega. In occasione del Gran Premio d'Olanda ottiene il suo primo podio nel motomondiale, giungendo terzo al traguardo dietro a Francesco Bagnaia e Fabio Di Giannantonio. Ottiene un altro podio nella gara finale a Valencia e chiude la stagione al diciassettesimo posto in classifica piloti con 63 punti. Nel 2017 inizia la terza stagione consecutiva con lo SKY Racing Team VR46. Il compagno di squadra è il connazionale Nicolò Bulega. Ottiene la prima vittoria nel motomondiale nel Gran Premio d'Italia. A fine stagione è l'unico pilota equipaggiato da motociletta KTM ad aver ottenuto un successo in campionato (le altre vittorie sono tutte della Honda). Chiude la stagione al nono posto in classifica piloti con 118 punti ottenuti.

### La parentesi Aspar
Nel 2018 passa al Ángel Nieto Team, che gli affida una KTM; il compagno di squadra è Albert Arenas. Ottiene un secondo posto in Francia e conclude la stagione all'11º posto con 84 punti. Nel 2019 passa alla guida della KTM del team Bester Capital Dubai; il compagno di squadra è Jaume Masiá. Ottiene un secondo posto in Comunità Valenciana, un terzo posto nel Gran Premio delle Americhe e una pole position in Comunità Valenciana e chiude la stagione al 13º posto con 78 punti. Nel 2020 torna nello SKY Racing Team VR46, il compagno di squadra è Celestino Vietti. Ottiene come miglior risultato un quarto posto in Spagna e termina la stagione al quindicesimo posto con 60 punti. 

### Il passaggio in Honda
Nel 2021 guida la Honda NSF250R del team Rivacold Snipers; il compagno di squadra è Filip Salač. Ottiene un secondo posto nel Gran Premio dell'Algarve, due terzi posti (Portogallo e San Marino) e due pole position (Portogallo e Francia) e chiude la stagione al decimo posto con 110 punti. Nel 2022 è confermato nel team Snipers, con compagno di  squadra Alberto Surra. Vince al debutto stagionale in Qatar e sale nuovamente sul podio ad Austin; chiude la stagione al nono posto.

### Sostituzioni e altre classi
Nel 2023 resta senza squadra, ma viene chiamato dal Gran Premio di Argentina al Gran premio di Assen a partecipare con il team CIP Green Power in Moto3, per sostituire l’infortunato Lorenzo Fellon, ottiene il podio classificandosi terzo nella prima prova. Dopo il rientro di Fellon disputa il Gran Premio di Misano, in MotoE in sostituzione di Luca Salvadori ottenendo due punti. In occasione del Gran premio di Portimão, Migno fa il suo esordio nel Campionato mondiale Supersport. Partecipa infatti in qualità di pilota sostitutivo col Petronas MIE Honda portando a termine entrambe le prove al di fuori della zona punti.
Rimasto senza una sella per il 2024, ricopre il ruolo di assistente e analista video per il team VR46. In occasione del Gran Premio della Solidarietà è chiamato, in qualità di pilota sostitutivo, a gareggiare in Moto2 sulla Kalex per Yamaha VR46 Master Camp concludendo la gara in venticinquesima posizione.

### Podcast
Nel 2024 crea il suo poscast Mig Babol, a cui partecipano diversi piloti attuali e del passato, anche della MotoGP, come Valentino Rossi,  Andrea Dovizioso, Danilo Petrucci, Francesco Bagnaia, Marco Bezzecchi, Franco Morbidelli, Luca Marini o Mauro Sanchini.
Nel 2025 esce la seconda stagione di Mig Babol, a cui partecipano piloti come Fabio Quartararo, Kevin Schwantz o Jorge Lorenzo.

## Risultati in gara

### Motomondiale

#### Moto3
| 2013 | Classe | Moto |  |  |  |  |  |    |  |  |    |  |    |  |  |  |  |  |  |  |  |  |  |  | Punti | Pos. |
| ---- | ------ | ---- |  |  |  |  |  | -- |  |  | -- |  | -- |  |  |  |  |  |  |  |  |  |  |  | ----- | ---- |
| 2013 | Moto3  | FTR  |  |  |  |  |  | 25 |  |  | NE |  | 26 |  |  |  |  |  |  |  |  |  |  |  | 0     |      |

| 2014 | Classe | Moto     |  |  |  |  |  |  |  |  |  |  |  |     |   |     |     |    |     |    |  |  |  |  | Punti | Pos. |
| ---- | ------ | -------- |  |  |  |  |  |  |  |  |  |  |  | --- | - | --- | --- | -- | --- | -- |  |  |  |  | ----- | ---- |
| 2014 | Moto3  | Mahindra |  |  |  |  |  |  |  |  |  |  |  | Rit | 8 | Rit | Rit | 17 | Rit | 18 |  |  |  |  | 8     | 25º  |

| 2015 | Classe | Moto |    |    |    |    |   |    |    |    |    |    |    |    |    |   |    |     |    |    |  |  |  |  | Punti | Pos. |
| ---- | ------ | ---- | -- | -- | -- | -- | - | -- | -- | -- | -- | -- | -- | -- | -- | - | -- | --- | -- | -- |  |  |  |  | ----- | ---- |
| 2015 | Moto3  | KTM  | 24 | 12 | 17 | 21 | 9 | 15 | 28 | 12 | 21 | 20 | 13 | 15 | 13 | 9 | 20 | Rit | 24 | 11 |  |  |  |  | 35    | 19º  |

| 2016 | Classe | Moto |    |    |    |    |   |    |    |   |     |    |    |    |    |    |    |     |     |   |  |  |  |  | Punti | Pos. |
| ---- | ------ | ---- | -- | -- | -- | -- | - | -- | -- | - | --- | -- | -- | -- | -- | -- | -- | --- | --- | - |  |  |  |  | ----- | ---- |
| 2016 | Moto3  | KTM  | 17 | 29 | 15 | 11 | 7 | 10 | 18 | 3 | Rit | 25 | 12 | 29 | 15 | 11 | 24 | Rit | Rit | 3 |  |  |  |  | 63    | 17º  |

| 2017 | Classe | Moto |   |   |    |   |   |   |   |    |    |    |    |   |   |    |    |    |   |    |  |  |  |  | Punti | Pos. |
| ---- | ------ | ---- | - | - | -- | - | - | - | - | -- | -- | -- | -- | - | - | -- | -- | -- | - | -- |  |  |  |  | ----- | ---- |
| 2017 | Moto3  | KTM  | 6 | 5 | 12 | 6 | 8 | 1 | 8 | 14 | 16 | 11 | 21 | 8 | 9 | 11 | 13 | 14 | 6 | 16 |  |  |  |  | 118   | 9º   |

| 2018 | Classe | Moto |    |    |   |    |   |   |     |    |    |    |     |    |   |    |    |    |    |    |    |  |  |  | Punti | Pos. |
| ---- | ------ | ---- | -- | -- | - | -- | - | - | --- | -- | -- | -- | --- | -- | - | -- | -- | -- | -- | -- | -- |  |  |  | ----- | ---- |
| 2018 | Moto3  | KTM  | 10 | 13 | 4 | 13 | 2 | 5 | Rit | 26 | 12 | 20 | Rit | AN | 9 | 12 | 11 | 13 | 13 | 16 | 14 |  |  |  | 84    | 11º  |

| 2019 | Classe | Moto |    |    |   |    |   |     |     |    |    |   |    |    |    |    |    |    |     |     |   |  |  |  | Punti | Pos. |
| ---- | ------ | ---- | -- | -- | - | -- | - | --- | --- | -- | -- | - | -- | -- | -- | -- | -- | -- | --- | --- | - |  |  |  | ----- | ---- |
| 2019 | Moto3  | KTM  | 14 | 11 | 3 | 10 | 5 | Rit | Rit | 19 | 19 | 7 | 26 | 17 | 13 | 16 | NC | 10 | Rit | Rit | 2 |  |  |  | 78    | 13º  |

| 2020 | Classe | Moto |    |   |    |    |    |    |    |   |     |   |     |    |    |   |    |  |  |  |  |  |  |  | Punti | Pos. |
| ---- | ------ | ---- | -- | - | -- | -- | -- | -- | -- | - | --- | - | --- | -- | -- | - | -- |  |  |  |  |  |  |  | ----- | ---- |
| 2020 | Moto3  | KTM  | 16 | 4 | 22 | 14 | 12 | 13 | 10 | 8 | Rit | 5 | Rit | 18 | 12 | 7 | 21 |  |  |  |  |  |  |  | 60    | 15º  |

| 2021 | Classe | Moto  |     |   |   |   |    |     |     |   |     |    |     |     |   |   |    |     |   |    |  |  |  |  | Punti | Pos. |
| ---- | ------ | ----- | --- | - | - | - | -- | --- | --- | - | --- | -- | --- | --- | - | - | -- | --- | - | -- |  |  |  |  | ----- | ---- |
| 2021 | Moto3  | Honda | Rit | 4 | 3 | 4 | 11 | Rit | Rit | 5 | Rit | 17 | Rit | Rit | 6 | 3 | 10 | Rit | 2 | 18 |  |  |  |  | 110   | 10º  |

| 2022 | Classe | Moto  |   |     |     |   |   |    |    |   |     |    |    |   |    |     |    |   |   |    |    |    |  |  | Punti | Pos. |
| ---- | ------ | ----- | - | --- | --- | - | - | -- | -- | - | --- | -- | -- | - | -- | --- | -- | - | - | -- | -- | -- |  |  | ----- | ---- |
| 2022 | Moto3  | Honda | 1 | Rit | Rit | 3 | 7 | 14 | 10 | 4 | Rit | 11 | 15 | 9 | 23 | Rit | 18 | 9 | 7 | 16 | 14 | 15 |  |  | 103   | 9º   |

| 2023 | Classe | Moto |  |   |    |    |     |    |    |    |  |  |  |  |  |  |  |  |  |  |  |  |  |  | Punti | Pos. |
| ---- | ------ | ---- |  | - | -- | -- | --- | -- | -- | -- |  |  |  |  |  |  |  |  |  |  |  |  |  |  | ----- | ---- |
| 2023 | Moto3  | KTM  |  | 3 | 19 | 17 | Rit | 16 | 15 | 19 |  |  |  |  |  |  |  |  |  |  |  |  |  |  | 17    | 25º  |

| Legenda | 1º posto        | 2º posto            | 3º posto            | A punti      | Senza punti        | Grassetto – Pole position Corsivo – Giro più veloce |
| Legenda | Gara non valida | Non qual./Non part. | Ritirato/Non class. | Squalificato | '-' Dato non disp. | Grassetto – Pole position Corsivo – Giro più veloce |

#### MotoE
| 2023 | Classe | Moto   |  |  |  |  |  |  |  |  |  |  |  |  |  |  |    |    | Punti | Pos. |
| ---- | ------ | ------ |  |  |  |  |  |  |  |  |  |  |  |  |  |  | -- | -- | ----- | ---- |
| 2023 | MotoE  | Ducati |  |  |  |  |  |  |  |  |  |  |  |  |  |  | NC | 14 | 2     | 20º  |

| Legenda | 1º posto        | 2º posto            | 3º posto            | A punti      | Senza punti        | Grassetto – Pole position Corsivo – Giro più veloce |
| Legenda | Gara non valida | Non qual./Non part. | Ritirato/Non class. | Squalificato | '-' Dato non disp. | Grassetto – Pole position Corsivo – Giro più veloce |

#### Moto2
| 2024 | Classe | Moto  |  |  |  |  |  |  |  |  |  |  |  |  |  |  |  |  |  |  |  |    |  |  | Punti | Pos. |
| ---- | ------ | ----- |  |  |  |  |  |  |  |  |  |  |  |  |  |  |  |  |  |  |  | -- |  |  | ----- | ---- |
| 2024 | Moto2  | Kalex |  |  |  |  |  |  |  |  |  |  |  |  |  |  |  |  |  |  |  | 25 |  |  | 0     |      |

| Legenda | 1º posto        | 2º posto            | 3º posto            | A punti      | Senza punti        | Grassetto – Pole position Corsivo – Giro più veloce |
| Legenda | Gara non valida | Non qual./Non part. | Ritirato/Non class. | Squalificato | '-' Dato non disp. | Grassetto – Pole position Corsivo – Giro più veloce |

### Campionato mondiale Supersport
| 2023 | Moto  |  |  |  |  |  |  |  |  |  |  |  |  |  |  |  |  |  |  |  |  |    |    |  |  | Punti | Pos. |
| ---- | ----- |  |  |  |  |  |  |  |  |  |  |  |  |  |  |  |  |  |  |  |  | -- | -- |  |  | ----- | ---- |
| 2023 | Honda |  |  |  |  |  |  |  |  |  |  |  |  |  |  |  |  |  |  |  |  | 26 | 23 |  |  | 0     |      |

| Legenda | 1º posto        | 2º posto            | 3º posto           | A punti      | Senza punti        | Grassetto – Pole position Corsivo – Giro più veloce |
| Legenda | Gara non valida | Non qual./Non part. | Ritirato/Non class | Squalificato | '-' Dato non disp. | Grassetto – Pole position Corsivo – Giro più veloce |